# As is (filatelistyka)
As is (od ang. jak jest, jak leci) – termin używany do określenia jakości znaczków pocztowych sprzedawanych bez żadnej gwarancji i bez możliwości zwrotu, często znaczki oznaczone w ten sposób okazują się być niskiej jakości, a nawet sfałszowane.